# Светлана Китић
Светлана Дашић Китић (Тузла, 7. јун 1960) је бивша југословенска, босанскохерцеговачка и српска рукометашица. Играла је за Јединство из Тузле и Раднички Београд. Наступала је и за југословенску репрезентацију са којом је учествовала на олимпијским играма 1980. у Москви и 1984. у Лос Анђелесу. Учествовала је у ријалити-шоу програмима Парови 2 и Задруга 3.

## Каријера

### Клупска каријера
Са Радничким је 1980. и 1984. освојила Куп европских шампиона. Између 1980. и 1985. је са Радничким играла у свим финалима у којима је Раднички учествовао, а 1986. је са Радничким освојила и Куп победника купова. За најбољу рукометашицу света проглашена је 1988. године.
Светлана Китић је активну играчко рукометну каријеру окончала 2006. године у својој 46 години у редовима Јединства из Тузле.
Од 2006. па до 2008. године је обављала дужност спортског директора Женске рукометне репрезентације Босне и Херцеговине.
Са 48 година се поново активирала као играчица у клубу Раднички.

### Репрезентативна каријера
Са женском рукометном репрезентацијом Југославије, Светлана Китић је учествовала на олимпијским играма 1980. у Москви и 1984. у Лос Анђелесу.
У Москви је Светлана Китић играла на свих пет утакмица репрезентације и постигла је 29 голова. Репрезентација Југославије је тада освојила сребрну олимпијску медаљу.
Четири године касније на олимпијским играма 1984. у Лос Анђелесу, са репрезентацијом Југославије је одиграла свих пет утакмица, постигла је 22 гола и освојила златну олимпијску медаљу.

### Национална селекција

#### Олимпијске игре
- Олимпијада 1984. Лос Анђелес, САД
  -  Златна медаља
- Олимпијада 1980. Москва, СССР
  -  Сребрна медаља

#### Светско првенство
- Светско првенство 1990., Јужна Кореја
  -  Сребрна медаља

## Остала признања
За најбољу младу играчицу света, проглашена је 1977. године.
Проглашена је за најбољу рукометну играчицу света за 1988. годину, од стране Светске рукометне федерације.
На основу гласова у анкети Светске рукометне федерације (август 2010), Светлана Китић је убедљиво, са чак 84,1% гласова, проглашена за најбољу рукометашицу свих времена.
На додели Оскара популарности за 2010. годину проглашена је за личност године у Србији. Недавно је изашла и књига "Прича о Светлани Цеци Китић“.

## Приватни живот
Светлана Китић има неколико бракова: с фудбалером Блажом Слишковићем, рукометашем Драганом Дашићем (син Никола), с естрадним менаџером и културологом Гораном Богуновићем (кћерка Мара), с бизнисменом Зораном Ковачевићем (кћерка Александра Зоранa ) и брак са правником Миланом Магићем.